# Guido Gezellekring
De Guido Gezellekring is een vereniging opgericht in 1987 met het doel de herinnering aan de Vlaamse dichter Guido Gezelle hoog te houden en de kennis van zijn werk te verspreiden.

## Geschiedenis
De Guido Gezellekring werd opgericht door Jozef Boets, die het later met een legaat begiftigde. Iedereen die de dichter een warm hart toedraagt of interesse heeft in zijn leven en werk, kan lid worden.
De kring publiceert het ledenblad Rijmtijd, het enige overgebleven Gezelletijdschrift. Een vaste groep auteurs en gastschrijvers schrijven artikels waarin de dichter en de studie over hem en zijn werk centraal staan. 
De kring organiseert tweemaal per jaar een ledendag, op diverse locaties, steeds in het teken van Gezelle en zijn omgeving.
In het digitale tijdperk communiceert de kring via zijn website, heeft het een eigen Facebook-pagina en stuurt het geregeld nieuwsbrieven uit.

## Publicaties
De vereniging publiceerde onder meer:
- 2011: Jan VERDONCK, Gezelle herlezen
- 2013: Bertrand DENYS, Gezelle journalist
- 2015: Jan VERDONCK, Dichter van de zon
- 2016: Julien VERMEULEN, Guido Gezelle, een vakman in de Kortrijkse binnenstad
- 2017: Arnold STROBBE, Hendrik Van Doorne, een leven in en uit de schaduw van Gezelle
- 2018: Bart VANDEKERKHOVE & MAREC, Niet ver van myne deur, heb ik een raren gebeur. Gezelle in 170 raadsels.
- 2019: Paul THOEN, De ‘waterspegel’ in Gezelles gedichten
- 2021: Julien VERMEULEN, Gezelle in context: taal, macht en identiteit

## Voorzitters
- 1987-1988: Jozef Boets, stichtend voorzitter
- 1988-1997: Robert Lagrain
- 1997-2015: Jos Verheyen
- 2015- : Bart Vandekerkhove